# Kirgistan na Mistrzostwach Świata w Lekkoatletyce 2009
Kirgistan na Mistrzostwach Świata w Lekkoatletyce 2009 – reprezentacja Kirgistanu podczas czempionatu w Berlinie liczyła 2 członków. Zawodnicy z tego kraju wystartowali tylko w biegach maratońskich.

## Występy reprezentantów Kirgistanu

### Mężczyźni
- Maraton
  - Valery Pisarev z czasem 2:31:32 zajął 62. miejsce

### Kobiety
- Maraton
  - Victoria Poludina nie ukończyła rywalizacji